# ラスムス・エルム
ラスムス・クリストファ・エルム（Rasmus Christoffer Elm、1988年3月17日 - ）は、スウェーデン・カルマル市出身の元サッカー選手。元スウェーデン代表。現役時代のポジションはMF。元スウェーデン代表監督のラーシュ・ラーゲルベックはエルムを「スウェーデンにおいてズラタン・イブラヒモヴィッチ以来最大のタレント」と称賛している。

## 経歴

### クラブ
少年時代はJohansfors IFとEmmaboda ISでプレーし、2005年1月にカルマルFFと契約を結んだ。カルマルFFで4シーズン半プレーし、96試合に出場して18得点を挙げた。
2009年8月27日、オランダ・エールディヴィジのAZアルクマールと4年契約を結んだ。9月12日、ADOデン・ハーグ戦 (1-2) でデビューを果たした。2009-10シーズンと2010-11シーズンは負傷と病気などが重なったが、2011-12シーズンに本来の調子を取り戻した。
2012年7月、PFC CSKAモスクワに移籍。
2015年1月3日、深刻な胃の病のため、CSKAモスクワと契約解除した。

### 代表
U-19スウェーデン代表ではキャプテンを務め、2007年8月にU-21スウェーデン代表デビューした。2009年にスウェーデン代表デビューし、同年2月11日、オーストリア代表との親善試合で初ゴールを記録した。

### 代表での得点
| #  | 日時           | 場所     | 相手         | スコア | 結果 | 大会                                    |
| -- | -------------- | -------- | ------------ | ------ | ---- | --------------------------------------- |
| 1. | 2009年2月11日  | グラーツ | オーストリア | 1-0    | 2-0  | 親善試合                                |
| 2. | 2012年9月11日  | マルメ   | カザフスタン | 1-0    | 2-0  | 2014 FIFAワールドカップ・ヨーロッパ予選 |
| 3. | 2012年10月16日 | ベルリン | ドイツ       | 4-4    | 4-4  | 2014 FIFAワールドカップ・ヨーロッパ予選 |
| 4. | 2013年2月6日   | ソルナ   | アルゼンチン | 2-3    | 2-3  | 親善試合                                |

## 人物
3人兄弟の末っ子で、長兄はかつてフラムFCに所属していたダヴィド・エルム(David Elm)。次兄はラスムスと同じスウェーデン代表としても活躍しているヴィクトル・エルム。

## タイトル
クラブ
AZアルクマール
- ヨハン・クライフ・シャール 2009

PFC CSKAモスクワ
- ロシア・プレミアリーグ 2012-13, 2013-14
- ロシア・カップ 2012-13
- ロシア・スーパーカップ 2013, 2014